# Oxydoras
Oxydoras is een geslacht van straalvinnige vissen uit de familie van de doornmeervallen (Doradidae).

## Soorten
- Oxydoras kneri Bleeker, 1862
- Oxydoras niger (Valenciennes, 1821)
- Oxydoras sifontesi Fernández-Yépez, 1968